# Pachycara saldanhai
Pachycara saldanhai Biscoito & Almeida, 2004 é uma espécie de peixe marinho perciforme da família dos Zoarcidae. É uma espécie das regiões profundas do oceano, conhecida apenas da região central da Dorsal Média do Atlântico. O epíteto específico homenageia o biólogo marinho Luiz Saldanha (1937-1997).

## Descrição
Os machos medem até 24,7 cm de comprimento total.
É uma espécie marinha de águas profundas que vive abaixo dos 2000 m de profundidade. A sua distribuição natural conhecida limita-se à região central do Oceano Atlântico.